# Чжан Сіньюй (плавчиня)
Чжан Сіньюй (нар. 9 березня 1997) — китайська плавчиня. Учасниця літніх Олімпійських ігор 2016, де в попередньому запливі на дистанції 100 метрів брасом посіла 22-ге місце й не потрапила до півфіналу.